# 交響曲第6番 (グラズノフ)
アレクサンドル・グラズノフの交響曲第6番ハ短調（ロシア語: Симфония No.6）作品58は1896年に作曲された交響曲。演奏時間は約36分。

## 概要
グラズノフの残した8曲の交響曲の中でも第4番、第5番とともに創作力が充実した中期を飾る三部作として最もよく演奏される。グラズノフとしては珍しく第2楽章が変奏曲、第3楽章が間奏曲という異例の構成を採っているのが特徴である。楽譜はベリャーエフ社から出版され、フェリックス・ブルーメンフェルトの兄である作曲家・ピアニストのシギズムンド・ブルーメンフェルト（ロシア語: Сигизмунд Михайлович Блуменфельд 1852 - 1920）に献呈された。

## 初演
1897年2月8日、サンクトペテルブルクの貴族会館にて初演された。

## 編成
フルート3（うち3はピッコロ持ち替え）、オーボエ2、クラリネット3、ファゴット2、ホルン4、トランペット3、トロンボーン3、チューバ、ティンパニ、バスドラム、シンバル、トライアングル、弦五部

## 曲の構成
第1楽章 Adagio - Allegro passionato
アダージョの序奏を持つソナタ形式。序奏部分は4分の3拍子。(ハ短調)。低音弦に悲愴な性格の主題が現れ、一旦高揚するが静かに終わる。この主題は主部で拍子（2分の2拍子）と速度を変えてそのまま第1主題となる。抒情的な第2主題を経て、展開部は第1主題を中心にチャイコフスキーの『ロメオとジュリエット』を思わせるような劇的な盛り上がりを見せる。
第2楽章 Tema con variazioni
主題と7つの変奏からなる。(ト長調)
主題：4分の2拍子、Andanteで演奏される民謡風のメロディ。
第1変奏：4分の2拍子、Allegro moderato 木管の響きが美しい穏やかな性格の変奏。
第2変奏：8分の3拍子、Allegretto オーボエで始まる鄙びた感じのする変奏。
第3変奏：8分の6拍子、Allegro 「スケルツィーノ」と題された活発な変奏。
第4変奏：4分の4拍子、Andante Mistico 弦と木管で奏される「フガート」。
第5変奏：4分の4拍子、「ノットゥルノ（夜想曲）」と題されたロマンティックな変奏。
第6変奏：4分の3拍子、Allegro moderato トライアングルも加わる軽妙な感じの変奏。
第7変奏：4分の4拍子、Moderato maestoso ロシアの古い讃歌を思わせるような堂々とした変奏。
第3楽章 Intermezzo：Allegretto
三部形式。(変ホ長調)クラリネットで奏される可愛らしい主題と中間部のワルツ風の主題からなる。
第4楽章 Finale：Andante maestoso - Moderato - Allegro pesante - Allegro moderato - Moderato maestoso
(ハ短調→ハ長調)。第1楽章同様に序奏を持つ。2分の4拍子で厳つい感じの主題が弦楽器で奏される。続いて2分の3拍子で祝典的な主題が金管に晴れがましく登場、楽器を変えながら発展する。4分の9拍子に拍子は変わるが、祝典的な気分に変化はない。2分の4拍子、2分の2拍子と拍子が変わる毎に祝典気分は盛り上がり、歓喜の中に全曲を終える。